# Eucalyptus extricata
Eucalyptus extricata är en myrtenväxtart som beskrevs av D. Nicolle. Eucalyptus extricata ingår i släktet Eucalyptus och familjen myrtenväxter. Inga underarter finns listade i Catalogue of Life.